# Els Andersson a Grècia: Tot inclòs
Els Andersson a Grècia: Tot inclòs (originalment en suec, Sune i Grekland) és una pel·lícula de comèdia infantil sueca que es va estrenar als cinemes de Suècia el 25 de desembre de 2012. S'ha doblat i subtitulat al català.
Originalment, estava previst estrenar-se el 2011 i que estigués ambientada a Xipre i no a Grècia. La pel·lícula està basada en el llibre Sune i Grekland de la sèrie Sune i va ser gravada a Kal·lithea i a Estocolm. La pel·lícula va ser vista per més de 500.000 persones.

## Premissa
La família dels Andersson se'n va de vacances a Grècia amb avió.

## Repartiment
- William Ringström - Sune
- Morgan Alling - Rudolf
- Anja Lundqvist - Karin
- Julius Jimenez Hugoson - Håkan
- Hanna Elffors Elfström - Anna
- Julia Dufvenius - Sabina
- Erik Johansson - Pontus
- Feline Andersson - Hedda
- Kajsa Halldén - Sophie
- Madeleine Barwén Trollvik - Idol-Lisa
- Anna-Maria Dahl - Linda
- Gustav Levin - Ralf
- Sofia Rönnegård - guarda de seguretat
- Ann-Charlotte Franzén - guia turística
- Manos Gavras - director de l'hotel
- Vangelis Petras - Costas
- Panagiotis Roditis - Yiannis
- Georgios Nikolis - cap dels cambrers
- Jesper Jarnsäter - cambrer

## Producció
El rodatge va començar a finals de maig de 2012 a Kal·lithea. Les escenes de Suècia es van rodar a Västerås.